# Udarna brigada Braća Radić
Brigada braća Radić formirana je na Kalniku 4. septembra 1943. kao 2. brigada 2. operativne zone NOV i PO Hrvatske od Kalničkog udarnog bataljona Matija Gubec, Moslavačkog udarnog batljona i 1. bataljona Kalničkog partizanskog odreda. U trenutku formiranja brigada je brojala 750 boraca. Od 21. septembra 1943. brigada nosi naziv "Braća Radić". 
Odmah po formiranju, 6. septembra, brigada se borila kod Svibovca sa delovima domobranske 14. pukovnije i slabijim delovima nemačke 187. rezervne divizije. Do kraja septembra napadala je Novi Marof, Vrbovec i Varaždinske Toplice te u tim akcijama zarobila 308 domobrana, žandarma i Nemaca. Obezbeđujući napad 17. slavonskoj brigadi, 10. slavonske divizije (kasnije 28. slavonska divizija) na Ludbreg, brigada je 3. oktobra kod Šemovca odbila više juriša delova Poglavnikovog tjelesnog zdruga (PTS), a 31. oktobra proglašena je udarnom. U oktobru dejstvuje sa 28. slavonskom divizijom u Zagorju gde oslobađa Ivanec i uništava postrojenja rudnika Ladanje. Posle tih uspeha, u njenom sastavu formiran je 4. bataljon. Brigada je učestvovala 7. novembra u borbama za oslobođenje Koprivnice, a 12. decembra ušla je u sastav novoformirane 32. zagorske divizije kao njena prva brigada. U 1944. napadala je veći broj neprijateljskih garnizona i vodila niz odbrambenih borbi. Značajnije su: napad na Ludbreg 22/23. februara koji je branila 1. bojna Poglavnikovog tjelesnog zdruga (napad nije uspeo); sa položaja kod Klanjca 6. aprila je posle dvodnevnih borbi kod Cerja Tužnog odbacila ustaške i domobranske snage u Varaždin; 6. maja je posle oštre jednodnevne borbe sa tri čete ustaša zauzela Ivanec, dok je 25. maja u neuspelom napadu na ustaško-domobransku posadu u Velikom Trojstvu (kod Bjelovara) pretrpela znatne gubitke; u avgustu i septembru brigada je, između ostalog, uspešno rušila prugu Zagreb-Varaždin. Početkom oktobra slomila je otpor ustaške posade u Pitomači, a 10. oktobra kod sela Gornji Mosti (blizu Koprivnice) iznenadnim napadom nanela je znatne gubitke jednoj bojni 5. ustaškog zdruga. Zajedno sa brigadom Matija Gubec zauzela je 3. novembra Trgovišće i Hrašćinu (u blizini Novog Marofa), dok je 13. novembra na osamnaest mesta porušila prugu Zagreb-Križevci.  
Četvrti bataljon brigade ušao je 19. novembra u sastav novoformirane brigade Mihovil Pavlek Miškina, treće brigade 32. zagorske divizije. U završnim operacijama Jugoslovenske armije, brigada je učestvovala u oslobađanju severozapadnog dela Slavonije, Moslavine i Bilogore; poslednje borbe vodila je 5.5.1945. kod Trnovca nakon čega, do oslobođenja Zagreba, uništava njemačko-kvislinške jedinice na komunikaciji Zagreb-Varaždin. 
Odlikovana je ordenom narodnog oslobođenja te ordenom bratstva i jedinstva 1. reda.